# Brassita
La brassita es un mineral arseniato de la clase de los minerales fosfatos. Fue descubierta en 1973 en Jáchymov, en la región de Karlovy Vary (República Checa), siendo nombrada así en honor de Réjane Brasse, químico francés. Un sinónimo es su clave: IMA1973-047.

## Características químicas
Es un hidrógeno-arseniato tetrahidratado de magnesio.
Puede formarse como producto de la deshidratación de la rösslerita (Mg(AsO3OH)·7H2O).

## Formación y yacimientos
Se forma como producto de una rara reacción de soluciones ricas en arsénico con carbonatos de calcio y magnesio, como alteración postminería de yacimientos de arsénico. Sus cristales microscópicos aparecen normalmente intermezclado con otros arseniatos.
Suele encontrarse asociado a otros minerales como: farmacolita, picrofarmacolita, weilita, haidingerita, rauenthalita, arsénico, rejalgar o dolomita.